# Pilar Cernuda
Pilar García-Cernuda Lago, més coneguda com a Pilar Cernuda (Santiago de Compostel·la, 1948) és una periodista espanyola.

## Biografia
Filla del dirigent de Falange Espanyola José María García-Cernuda Calleja i besneta de l'escriptor i editor Saturnino Calleja Fernández. Va cursar estudis de periodisme a Madrid. La seva trajectòria professional comença el 1975, dedicant-se durant anys cobrir les activitats de la Casa Reial.

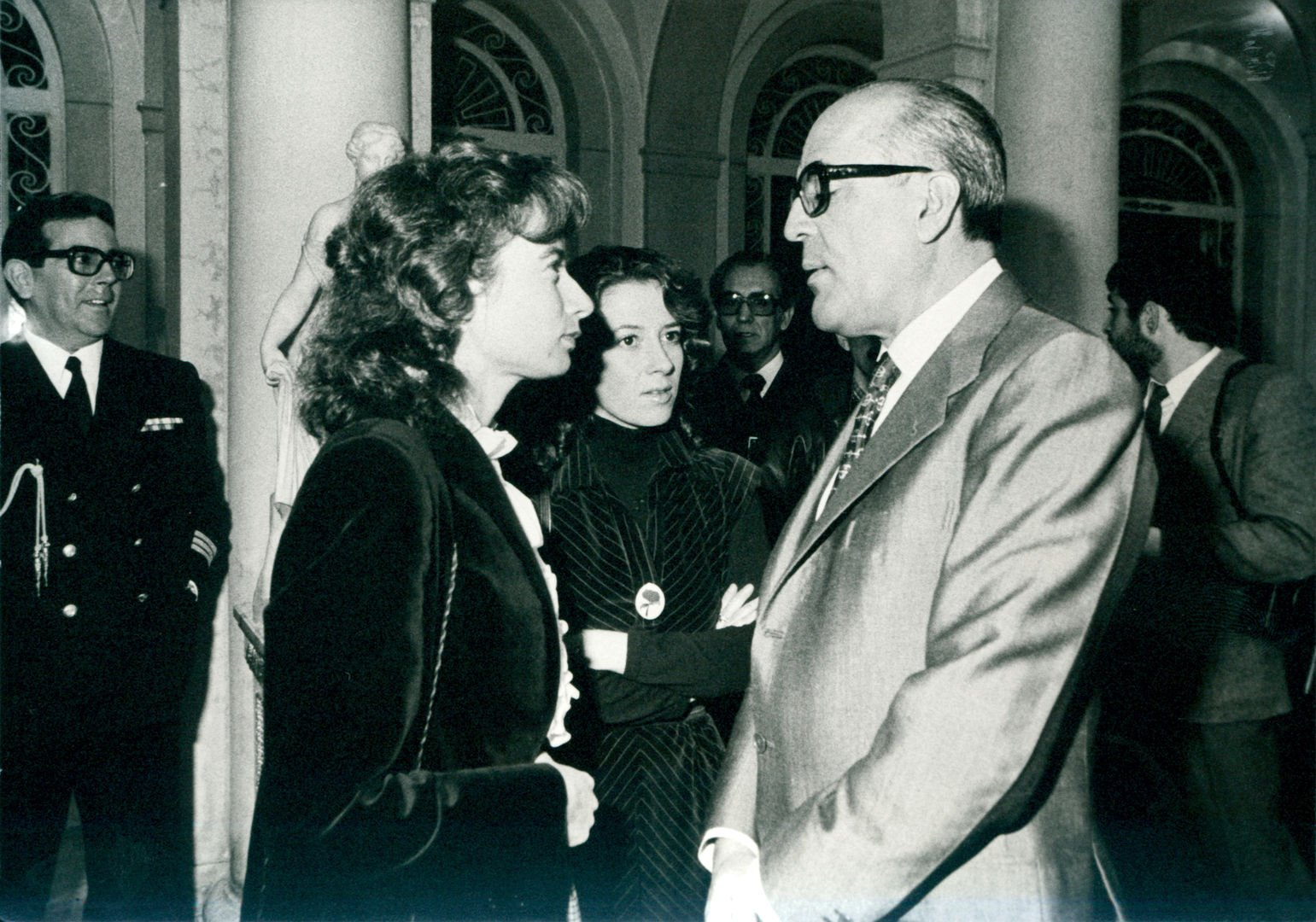
Junt amb Julia Navarro, parlant amb Leopoldo Calvo-Sotelo, en 1981.

Posteriorment és contractada pel diari ABC. Va exercir la seva professió en mitjans audiovisuals com Radio Nacional de España, la Cadena COPE i Televisió Espanyola. En la pantalla petita va conduir l'espai d'entrevistes Centros de poder (1994-1995), al costat de Julia Navarro, en l'última emissió dels quals va realitzar una entrevista al llavors president del govern espanyol Felipe González. En la dècada de 1990 també va col·laborar assíduament en l'informatiu matinal Los Desayunos de TVE.
Especialitzada en informació política, en els últims anys ha seguit col·laborant en diferents mitjans tan escrits com radio i televisió. Participa o ha participat en les tertúlies de programes radiofònics com Herrera en la onda, Mas de uno i La brújula, tots tres d'Onda Cero (cadena a la que s'havia incorporat en 1993), de televisió com Ruedo ibérico (2004-2006), Espejo público (des de 2006), ambdós d'Antena 3, i Alto y Claro i Madrid opina (2006-2011) de Telemadrid. A més, escriu en la revista Cambio 16 i al diari La Razón. També va dirigir l'agència de notícies Fax Press, pertanyent al Grup Intereconomía, fins a setembre de 2009, data del seu tancament.

## Llibres publicats
- Todo un Rey (1981).
- El Presidente (1994), (biografia de Felipe González).
- Crónicas del cambio (1996),
- Crónicas de la crispación (1996), (amb Fernando Jáuregui).
- Ciclón Fraga (1997).
- Aznarmanía (1997), (amb Fernando Jáuregui).[5]
- Los hijos más deseados (1999) (amb Margarita Sáenz Díez).[6]
- Servicios Secretos (2000) (amb Fernando Jáuregui i Joaquín Bardavío).
- 30 días de noviembre (2000).[7]
- La mujer en la política (2000).
- 23-F: la conjura de los necios (2001) (amb Fernando Jáuregui i Manuel Ángel Menéndez Cernuda).
- Solidaridad: no es humanitario todo lo que reluce (2002).
- El sequerón: ocho años de aznarato (2004) (amb Fernando Jáuregui).
- Madres solas: una decisión voluntaria (2006).
- Rajoy y la oposición a ZP (2008).
- El síndrome de la Moncloa (2011).
- Genio y figura: Rey Juan Carlos. Recuerdos y anécdotas de una vida (2015)